# Battiato (album 1986)
Battiato è una compilation del cantautore italiano Franco Battiato, pubblicata dall'etichetta EMI Italiana nel 1986.
Contiene 15 canzoni, di cui 6 reincise, tratte dai sei precedenti album di Battiato.

## Il disco
Si tratta del primo lavoro dell'artista siciliano pubblicato esclusivamente su CD. Contiene versioni inedite di Prospettiva Nevski, L'era del cinghiale bianco, Un'altra vita e Mal d'Africa, proposte con un nuovo arrangiamento che mette in risalto gli archi. Queste basi musicali saranno riutilizzate per l'album in spagnolo Nomadas, pubblicato l'anno seguente.
Up Patriots to Arms e Voglio vederti danzare sono nuove registrazioni sugli arrangiamenti elettronici della raccolta estera Echoes of Sufi Dances. Gli altri brani sono identici alla loro incisione originale, a eccezione de I treni di Tozeur, in cui sul finale il coro canta due volte la parte in tedesco.

## Tracce
Testi di Franco Battiato, musiche di Franco Battiato e Giuto Pio.
1. Prospettiva Nevski – 3:22 (Battiato-Pio)
2. L'era del cinghiale bianco – 3:43 (Battiato-Pio)
3. Up Patriots to Arms – 4:26 (Battiato-Pio)
4. Sentimiento nuevo (da La voce del padrone) – 4:16 (Battiato-Pio)
5. Voglio vederti danzare – 3:32 (Battiato-Pio)
6. Summer on a Solitary Beach (da La voce del padrone) – 4:50 (Battiato-Pio)
7. Cuccurucucù (da La voce del padrone) – 4:10 (Battiato-Pio)
8. Bandiera bianca (da La voce del padrone) – 5:18 (Battiato-Pio)
9. Centro di gravità (da La voce del padrone) – 3:56 (Battiato-Pio)
10. Gli uccelli (da La voce del padrone) – 4:40 (Battiato-Pio)
11. Un'altra vita – 3:39 (Battiato-Pio)
12. Mal d'Africa – 3:42 (Battiato)
13. Chan-son egocentrique (da Mondi lontanissimi) – 4:12 (Battiato-Pio)
14. I treni di Tozeur (da Mondi lontanissimi) – 3:14 (Cosentino-Battiato-Pio)
15. La stagione dell'amore (da Orizzonti perduti) – 3:47 (Battiato)

Durata totale: 60:47